# 平原綾香
平原綾香（日语：／ Hirahara Ayaka */?；1984年5月9日—）是日本女歌手、薩克斯風演奏家，東京都出身，2003年出道。

## 背景
現在所屬音樂公司為日本環球音樂。生於東京。A型血。父親平原智是知名薩克斯風手。祖父平原勉是小號演奏家。姊姊平原愛花是知名歌手。

## 出道經過
平原綾香初中時加入了學校的管弦樂隊，開始吹奏薩克斯。真正讓平原綾香對音樂覺醒的重要時刻是在高中，高中時她就讀於洗足學園音樂大學高中部音樂科正式學習吹奏薩克斯，也曾在學校的文化慶典上登台主演了舞台劇《天使情歌2》。
最後，平原綾香在洗足學園音樂大學專攻爵士樂的薩克斯。大學一年級時，也就是2003年底，平原綾香就正式作為歌手出道了。
平原綾香於2003年12月17日的出道單曲《Jupiter》一經推出，就創下了70多萬張的超高銷售量，在2006年5月，出貨量更突破100萬張，而手機鈴聲片段下載量也突破160萬次。平原綾香因《Jupiter》走紅。直至2013年，即平原綾香出道十週年，《Jupiter》的出貨量已超過330萬張。在推出《Jupiter》後，平原綾香還為日本NHK電視台演唱都靈冬奧會的主題歌《誓約》（誓い）。
由於單曲《Jupiter》的成功以致於得到參加第55回NHK紅白歌唱大賽的機會、獲得日本唱片大獎優秀新人獎（與大塚愛競爭最優秀新人獎）。《Jupiter》發行兩年半後達到100萬張的出貨量。
因善於文筆的事而出名。也想讓大家在廣播上看到自己唱歌外風趣的一面。

## 經歷
- 2003年12月17日、推出首張單曲「Jupiter」，並正式出道。
- 2006年11月、參加演出、演唱「In My Life」及「Mind Games」兩首歌曲。
- 2007年3月底、於大學洗足學園音樂大學爵士薩克斯風系畢業。畢業時獲頒「學長獎」。
- 2007年6月、為長崎縣推行的「心根運動」官方主題曲作詞・歌唱、縣府頒予感謝狀。
- 2008年2月、出道4年多後推出首張精選集，並在之前與粉絲共遊沖繩。
- 2008年3月、日本自製的太空實驗艙「希望號」升空，日本方面特別創作了由平原綾香主唱替日本太空人土井隆雄的打氣歌「編織星光之歌」(星つむぎの歌)，NASA每天早上都會播放做為起床歌。
- 2008年初、首次參於電視劇，於「風之花園」(風のガーデン)飾演婚禮歌手 ，並於劇中現場獻唱全劇主題曲「風鈴草之戀」(カンパニュラの恋)
- 2008年12月21日、在東京台場舉行迷你演唱會，即場宣佈引退幕前，專注音樂事業。
- 2009年10月、第二次參於電視劇，於雙頭犬第五集中客串病重的唱手Ray，於劇中現場獻唱「Jupiter」和
- 2013年1月、參於NHK BS台製作的電視舞台劇「Last Dinner」(ラスト・ディナー) ， 飾演駐唱歌手，在每集劇中親自現場翻唱多首名曲。
- 2013年5月8日、為紀念出道十週年，推出第二張精選集，收錄32首單曲。
- 2013年6月6日、宣告加盟環球音樂 (日本)的NAYUTAWAVE RECORDS ，正式結束和Dreamusic_Incorporated十年的合作關係，並同時宣告於7月24日發佈加盟後的第一張單曲，平原綾香的第30張單曲「翼」。
- 2013年11月13日、平原綾香推出從信長之野望主題系列樂曲改編而來的單曲，「Shine -未來へかざす火のように」，成為「信長之野望：創造」的主題曲， 用以紀念信長之野望系列30週年。
- 2013年12月17日、是平原綾香出道十週年的日子。

## 主要作品

### 單曲
| 枚       | 發售日         | 歌名 |
| -------- | -------------- | ---- |
| 1st      | 2003年12月17日 |      |
| 2nd      | 2004年2月18日  |      |
| 3rd      | 2004年5月26日  |      |
| 4th      | 2004年7月28日  |      |
| 5th      | 2004年10月6日  |      |
| 6th      | 2004年11月25日 |      |
| 7th      | 2005年1月26日  |      |
| 8th      | 2005年5月25日  |      |
| 9th      | 2005年9月28日  |      |
| 10th     | 2006年1月18日  |      |
| 11th     | 2006年7月19日  |      |
| 12th     | 2006年11月15日 |      |
| 配信限定 | 2006年12月25日 |      |
|          | 2007年3月      |      |
| 13th     | 2007年11月28日 |      |
| 14th     | 2008年1月23日  |      |
| 15th     | 2008年4月16日  |      |
| 16th     | 2008年7月16日  |      |
| 17th     | 2008年11月12日 |      |
| 18th     | 2009年2月25日  |      |
| 19th     | 2009年5月27日  |      |
| 20th     | 2009年8月26日  |      |
| 21st     | 2009年10月21日 |      |
|          | 2010年1月13日  |      |
| 22nd     | 2010年2月24日  |      |
| 23rd     | 2010年5月19日  |      |
| 24th     | 2010年9月29日  |      |
|          | 2010年12月23日 |      |
| 25th     | 2011年2月2日   |      |
| 26th     | 2011年6月29日  |      |
| 27th     | 2011年11月2日  |      |
| 配信     | 2011年12月21日 |      |
| 28th     | 2012年2月1日   |      |
| 29th     | 2012年7月4日   |      |
| 30th     | 2013年7月24日  |      |
| 31st     | 2013年11月13日 |      |
| 32nd     | 2019年2月6日   |      |

### 專輯
|      | 發售日         | 名稱                                    |
| ---- | -------------- | --------------------------------------- |
| 1st  | 2004年2月18日  | ODYSSEY                                 |
| 2nd  | 2004年11月25日 | The Voice                               |
| 3rd  | 2005年11月2日  | From To                                 |
| 4th  | 2006年3月22日  | 愛·人生·幸福·歌（4つのL）                     |
| 5th  | 2007年1月31日  | 天空（そら）                                |
| 6th  | 2008年12月3日  | Path of Independence                    |
| 7th  | 2009年9月2日   | my Classics!                            |
| 8th  | 2010年6月9日   | my Classics 2                           |
| 9th  | 2011年3月2日   | my Classics 3                           |
| 10th | 2012年2月29日  |                                         |
| 11th | 2013年12月4日  | What I am                               |
| 12th | 2014年6月4日   | my Classics selection                   |
| 13th | 2014年11月12日 | Winter Songbook                         |
| 14th | 2015年5月13日  | Prayer                                  |
| 15th | 2016年4月27日  | Love                                    |
| 16th | 2017年4月26日  | Love 2                                  |
| 17th | 2018年5月9日   | Dear Music ～15th Anniversary Album～   |
| 18th | 2018年7月25日  | 15th Anniversary All Singles Collection |
| 19th | 2019年8月21日  |                                         |

### 精選集
|     | 發售日        | 名稱       |
| --- | ------------- | ---------- |
| 1st | 2008年2月13日 | 溫柔精選集 |
| 2rd | 2013年5月8日  |            |

### DVD
| 發售日         | 名稱 |
| -------------- | --- |
| 2005年2月23日  | DREAMOVIES ayaka hirahara music video collection Vol.1                                                         |
| 2006年11月15日 | |
| 2007年1月31日  | DREAMOVIES 2 ayaka hirahara music video collection Vol.2                                                       |
| 2008年2月13日  | |
| 2009年9月2日   | Concert Tour 2009 PATH of INDEPENDENCE at JCB HALL                                                             |
| 2011年3月2日   | |
| 2012年2月1日   | DREAMOVIES 3 Music Video Collection Vol.3                                                                      |
| 2012年5月23日  | |
| 2013年6月5日   | Concert Tour 2012～ドキッ！～ at Bunkamura Orchard Hall                                                        |
| 2014年9月17日  | 平原綾香10th Anniversary CONCERT TOUR 2013～Dear Jupiter～ at Bunkamura ORCHARD HALL                           |
| 2015年3月18日  | 平原綾香 CONCERT TOUR 2014「What I am - 未来の私へ-」プレミアム・アンコール公演 ＠ Bunkamuraオーチャードホール |
| 2016年4月27日  | 平原綾香 CONCERT TOUR 2015 ～Prayer～                                                                          |
| 2017年4月26日  | 平原綾香 CONCERT TOUR 2016 ～LOVE～                                                                            |

### 參加作品
- YOSUI TRIBUTE（2004年）

## 媒體演出

### NHK紅白歌唱大賽
| 年份                        | 參賽歌曲             |
| --------------------------- | -------------------- |
| 2004年第55回NHK紅白歌唱大賽 |                      |
| 2005年第56回NHK紅白歌唱大賽 |                      |
| 2006年第57回NHK紅白歌唱大賽 |                      |
| 2007年第58回NHK紅白歌唱大賽 |                      |
| 2008年第59回NHK紅白歌唱大賽 |                      |
| 2009年第60回NHK紅白歌唱大賽 |                      |
| 2010年第61回NHK紅白歌唱大賽 |                      |
| 2011年第62回NHK紅白歌唱大賽 | (太陽〜給最重要的你) |

### 電視
- （NHK綜合臺 2006年1月1日　）
- （日本電視台）
- NEWS ZERO（日本電視台）
- （日本電視台）（NEWS ZEROの年末SP）
- SONGS（NHK綜合臺 2007年5月30日）

### 電台
- （TBS電台ほか　2005年10月-2006年3月）
- （TOKYO-FM 2006年4月-）

## 受獎紀錄
- 2004年
  - 第37回日本有線大獎 新人獎
  - 第46回日本唱片大獎 新人獎
- 2005年
  - 第19回日本金唱片大獎
- 2006年
- 2007年
  - 洗足學園音樂大學　學長獎
- 2009年
- 2010年
- 2011年

## 外部連結
- 官方网站（日語）
- 平原綾香官方部落格 （页面存档备份，存于）（日語）
- 日本環球唱片平原綾香官方網站 （页面存档备份，存于）（日語）
- 平原綾香的Facebook專頁
- 平原綾香的Instagram帳戶
- 平原綾香的X（前Twitter）